# If I Were Sorry
If I Were Sorry è un singolo del cantante svedese Frans Jeppsson Wall, pubblicato il 28 febbraio 2016 attraverso l'etichetta discografica Cardiac Records. Il brano è stato scritto da Frans, Oscar Fogelström, Michael Saxell e Fredrik Andersson.
Il brano è stato scelto per rappresentare la Svezia all'Eurovision Song Contest 2016, che si è tenuto a Stoccolma. Frans è arrivato quinto su 26 Paesi partecipanti. If I Were Sorry ha raggiunto la vetta della classifica svedese, mantenendo la prima posizione per cinque settimane consecutive.

## Partecipazione all'Eurovision
Il brano è stato annunciato il 30 novembre 2015, quando è stata confermata la partecipazione di Frans al Melodifestivalen 2016, il concorso nazionale svedese per la selezione della canzone da presentare all'Eurovision Song Contest 2016. Frans si è qualificato dalla quarta semifinale del 27 febbraio 2016, dopo avere ottenuto più di un milione di voti. Nella finale del 12 marzo, Frans è arrivato secondo nel voto della giuria accumulando 88 punti e primo nel voto del pubblico con 1.815.697 voti (pari al 14,4% del totale), che gli hanno fruttato altri 68 punti, portandolo ad un totale di 156 punti e garantendogli la vittoria e la possibilità di rappresentare la Svezia all'Eurovision. Frans si è esibito nella serata finale del 14 maggio 2016, che si è svolta a Stoccolma, cantando per nono su 26 partecipanti.
Il 14 marzo 2016, in seguito ad un'estrazione, è stato deciso che la Frans avrebbe cantato al nono posto nella finale dell'Eurovision del 14 maggio. Al contest Frans si è piazzato quinto su 26 partecipanti ottenendo 261 punti. Di questi, 139 provengono dal televoto, nel quale si è piazzato sesto, e 122 dalla giuria, per la quale è risultato il nono preferito. If I Were Sorry ha ricevuto i 12 punti massimi dalle giurie di Repubblica Ceca, Estonia e Finlandia e dai telespettatori in Danimarca e Islanda.

## Successo commerciale
If I Were Sorry ha debuttato alla prima posizione della classifica svedese, rimanendovi per cinque settimane consecutive. In aggiunta, prima dell'Eurovision il singolo è comparso in classifica in Repubblica Ceca, Slovacchia e Regno Unito.

## Tracce
Download digitale
1. If I Were Sorry – 3:04

Download digitale – Remixes
1. If I Were Sorry (Syn Cole Remix) – 4:23
2. If I Were Sorry (Marcus Layton Remix) – 4:23
3. If I Were Sorry (Lyar Remix) – 3:04

Download digitale – More Remixes
1. If I Were Sorry (Reggaeton Remix) – 2:46
2. If I Were Sorry (Skinny Days Remix) – 3:58
3. If I Were Sorry (Jonnas Voght Reggaeton Extended Remix) – 3:34

## Classifiche

### Classifiche settimanali
| Classifica (2016) | Posizione massima |
| ----------------- | ----------------- |
| Austria           | 2                 |
| Belgio (Fiandre)  | 34                |
| Belgio (Vallonia) | 64                |
| Francia           | 36                |
| Germania          | 12                |
| Irlanda           | 47                |
| Paesi Bassi       | 34                |
| Polonia           | 1                 |
| Regno Unito       | 61                |
| Repubblica Ceca   | 57                |
| Slovacchia        | 72                |
| Svezia            | 1                 |
| Svizzera          | 25                |

### Classifiche di fine anno
| Classifica (2016) | Posizione |
| ----------------- | --------- |
| Austria           | 41        |
| Germania          | 64        |
| Polonia           | 14        |
| Svezia            | 11        |